# Migración valdense hacia Estados Unidos
Desde el siglo XII, un grupo de protestantes de la época anterior a la Reforma conocidos como los valdenses sobrevivió a la persecución religiosa y a los ataques militares en los valles de los Alpes a lo largo de la frontera entre Italia y Francia. Después de que al grupo se le concedió la libertad política y civil y aseguró la tolerancia religiosa en 1848, su población aumentó de manera que en el último cuarto del siglo XIX, los estrechos valles de los valdenses eran demasiado pequeños para mantener una población en continuo aumento. En este contexto se inicia la migración de los Valdenses hacia Estados Unidos.

## Inicio de la emigración valdense desde los Valles Valdenses
Con la amenaza de inanición que se avecinaba, los valdenses comenzaron a emigrar. Algunos fueron a Francia o a otros lugares en Italia. Otros viajaron más lejos, a Uruguay, Brasil, Argentina, Nueva York, Misuri y Utah. 
A pesar de esta emigración, en 1892, veinticinco mil valdenses seguían viviendo en los valles.
Mientras viajaba por Europa, Marvin F. Scaife, un capitalista y terrateniente de Pittsburgh, se enteró de la difícil situación de los valdenses. Scaife, que era dueño de Morganton [North Carolina] Land and Improvement Company, ofreció a los valdenses cien mil acres en los condados de Yancey y McDowell por $ 50,000. El grupo envió dos exploradores a Carolina del Norte. Cuando descubrieron que la tierra era demasiado rocosa y empinada, Scaife ofreció otras posibilidades. 
Aunque los exploradores no estaban de acuerdo con la calidad de la tierra, uno de ellos envió un telegrama a Italia informando favorablemente sobre un paquete de diez mil parcelas en el condado de Burke.
Incluso antes de que los exploradores regresaran, muchos de los valdenses vendieron sus tierras en preparación para el viaje. 
En la primavera de 1893, un grupo de veintinueve valdenses zarpó de Italia con dirección a Nueva York donde abordaron un tren hacia Carolina del Norte. El 29 de mayo, los protestantes italianos, de habla francesa, bajaron del tren en un viaje en el bosque del condado de Burke, doblando inmediatamente el número de personas nacidas en Italia que vivían en Carolina del Norte. Los ocupantes anteriores y la compañía de tierras habían dejado unas pocas casas pequeñas y temporales y un aserradero en la propiedad de los valdenses, pero el aserradero era ineficiente y la tierra era increíblemente rocosa. El grupo nombró a su asentamiento Valdese y se dedicó a la tarea monumental de limpiar las tierras boscosas, construir refugios y plantar cultivos entre las piedras. 
Como la agricultura resultó casi imposible en un principio, muchos colonos se vieron obligados a trabajar en fábricas textiles y minas de carbón distantes, que a veces viajaban hasta Nueva York, Nueva Jersey o Pensilvania. Algunas familias enviaron a sus hijas a Morganton, Salisbury, Charlotte u otras ciudades de Carolina del Norte para trabajar como empleadas domésticas.
A pesar de estas dificultades, los colonos perseveraron y más colonos de Italia siguieron llegando.
La agricultura mejoró y "pronto las laderas pedregosas comenzaron a florecer". En 1899, los valdenses dedicaron su templo recién terminado, que también fue su primer edificio público.
La comunidad finalmente se aseguró un equilibrio económico en 1901, cuando tres colonos establecieron el "Waldensian Hosiery Mill" después de regresar de una temporada en una fábrica textil de Carolina del Sur.

## La vida de una familia inmigrante
Mientras tanto, la emigración continuó en la patria valdense. En 1900, Jean-Pierre Auguste Dalmas llegó a la ciudad de Nueva York desde la parroquia valdense de Villar Pellice en la provincia de Torino, Italia. Celestine Madelaine Allio (1882-1979), una pastora valdense, dejó la región en 1901 y llegó a Nueva York en octubre. Trabajó como institutriz en casas particulares en Nueva York y Nueva Jersey cuando conoció a Jean-Pierre, que trabajaba como mozo de hotel y alquiló una casa de discotecas en la Calle Treinta y Tres Oeste. 
La pareja se casó en 1907, y seis de los ocho hijos de los Dalmas, incluyendo un grupo de gemelos, nacieron en la ciudad de Nueva York. Con la muerte de un hijo en 1913, el fracaso de los negocios de Jean-Pierre y la agitación del mundo La Primera Guerra Mundial se avecina en el futuro de América, la familia Dalmas dejó la ciudad en 1915 y se mudó a Valdese. 
Allí, la familia crio vacas, pollos y cultivaron la tierra, principalmente para su propio uso. Como muchos de los hombres de Valdese, Jean-Pierre se hizo albañil y trabajó en numerosos proyectos locales, incluida la Escuela Primaria Valdese (NR, 1984).
En casa, la familia hablaba francés, mientras que Jean-Pierre y Celestine Madelaine seguían hablando entre ellos en su idioma, el patois, una variante del Lenguaje provenzal, un lenguaje romántico hablado en el sur de Francia hasta que el francés lo superó durante el siglo XIII.
Celestine Madelaine hablaba inglés con fluidez, pero el inglés de Jean-Pierre era limitado, y mantuvo una suscripción a un periódico italiano publicado en Nueva York.
Aunque Jean-Pierre había comprado más de treinta acres de tierra de Cesar Pons en febrero de 1915, la familia se vio obligada a mudarse al Rutherford College en 1918, cuando la Iglesia Presbiteriana Valdense compró la casa de la familia para usarla como una casa solariega. 
La familia eligió Rutherford College porque era el único lugar donde se podía asegurar una casa adecuada para una familia con cinco hijos. Durante este período, Jean-Pierre regresó al estado de Nueva York para trabajar en un hotel resort. 
En 1921, la familia regresó a Valdese, viviendo en una tienda de campaña que alquilaron a Jean Garrou. Fue aquí donde nacieron los dos últimos hijos de Dalmas.
Cuando a Jean-Pierre se le avisó en 1929 que su contrato de arrendamiento en la granja Garrou sería descontinuado, su oferta de compra fue rechazada. Jean-Pierre decidió construir una casa en la superficie que había comprado a Cesar Pons en 1915. 
Él y otros albañiles locales pusieron los cimientos de su casa utilizando piedra que él y su hijo mayor extrajeron de una orilla de arroyo en su tierra. El hijo de Jean Pierre, también llamado Jean-Pierre, ayudó en la construcción de la fundación y usó su geometría de décimo grado para traducir las ideas de su padre en planes para los carpinteros y trabajadores que construyeron el marco de la casa. Padre e hijo también talaron árboles en la propiedad y alquilaron un aserradero para vestir la madera para la casa. Cuando un contratista local entregó solo la mitad de la carga prometida de piedra para la chapa, Jean-Pierre solicitó la ayuda de sus siete hijos para recoger piedras del río Linville.
Con la fundación completa, los carpinteros locales llevaron la casa a una condición habitable y la familia se mudó en 1930. En 1931, Jean Pierre usó la madera sobrante para construir una gran gallinero con una base de piedra. Durante los siguientes diecisiete años, padre e hijos trabajaron para completar la casa.

## Período de la ley seca y el vino de los valdenses
En su nueva casa, la familia continuó su vida cotidiana y Jean-Pierre trabajó como albañil. La familia, como muchos valdenses, mantenía un viñedo y producía su propio vino. En 1903, el Charlotte Daily Observer señaló que los valdenses "beben su propio vino, lo sirven en la mesa, pero no se emborrachan".
Durante la Prohibición (1920-1933), los Dalmas y a otras familias valdenses se les permitió continuar la producción de vino, siempre que solo fuera para uso en sus hogares.
Catherine Dalmas recuerda que su casa estuvo rodeada de andamios durante años, mientras padre e hijos trabajaban para cubrir la estructura en una capa de roca de doce pulgadas. El ritmo de construcción varió, en función de las tareas y la disponibilidad de piedra. La Gran Depresión y la Segunda Guerra Mundial también ralentizaron la finalización.